# Alexandra Amon
Alexandra Amon, Française d’origine ivoirienne, née le 27 juillet 1981 en France, à Neuilly-sur-Seine, est une actrice, scénariste et productrice, entrepreneure et philanthrope.

## Biographie
Alexandra Amon fait ses études aux États-Unis, avant de rentrer en Côte d'Ivoire pour créer son entreprise de production et retrouver sa famille.
Elle obtient, en 2006, un bachelor en publicité de l’Institut Pratt.
Elle effectue un stage pour le célèbre photographe et réalisateur américain David LaChapelle. Elle collabore par la suite avec diverses sociétés de production indépendantes aux États-Unis ou encore pour 3A Télésud.
Vers 2008, après avoir terminé ses études et effectué des stages dans différentes entreprises de production et chaines de télévision aux États-Unis, elle quitte New York pour s’installer à Abidjan dans le pays de ses parents.
En 2012, après avoir travaillé pendant deux années en tant que directrice artistique au sein de l’agence McCann à Abidjan, Alexandra Amon se lance dans l’entrepreneuriat en créant sa société de production, ZIV. Cinq ans plus tard, en 2017, elle est distinguée au Fespaco (prix 2015 de la meilleure série TV). Elle monte des productions diffusées dans la Francophonie, en Europe, en Afrique et sur plusieurs chaines internationales comme Canal+ BET France et TV5 Monde.

## Filmographie

### Télévision

#### Séries
Novembre 2014 : Chroniques africaines. Diffusion, A+, TV5, BET et RTI, produit par ZIV Productions.
La première fiction/télé-réalité Ivoirienne comprend plusieurs petites histoires inspirées du quotidien des habitants d'une grande ville. C'est aussi un mix entre la fiction et la télé-réalité. La première ville dans laquelle se déroule les Chroniques africaines est celle d'Abidjan. Chaque histoire de Chroniques africaines relate un bout de vie ordinaire dans une ville d'Afrique, le thème évoluant autour des relations homme-femme et de l'amour.
Février 2017 : Boutique hôtel. Diffusion A+, TV5 et YouTube ; Production ZIV Productions et RED TV.
Boutique hôtel met en scène une jeune femme, Lola Durant, qui à la suite de sa mère reprend une résidence hôtelière. Novice, elle sera confrontée à un personnel hors norme et à une clientèle assez atypique. Au fil des épisodes, s’entremêlent amour et coups bas. Il s'agit d'une série de huit épisodes de quinze minutes chacun, dont la version originale a été conçue pour le web. La série a été diffusée en avant-première à la présentation officielle de Red TV Afrique francophone.

## Distinctions

### Prix
- 2015 : prix de la meilleure série TV Chroniques Africaines - Festival panafricain du cinéma et de la télévision de Ouagadougou (Fespaco)[9],[10].
- 2017 : 100 Most Influential Africans of 2017[11].